# Lexus IS (XE10)
La Lexus XE10 è la prima generazione della Lexus IS, berlina tre volumi di segmento D prodotta dalla casa automobilistica giapponese Lexus dal 1998 al 2005.

## Il contesto
L'auto viene lanciata sui vari mercati tra il 1998 e il 1999, ricevendo il plauso della critica del settore e vincendo il premio di "Auto giapponese dell'anno". Viene affiancata nel 2002 da una versione station wagon, denominata SportCross.

### Sviluppo
Progettata come una dirette concorrente delle principali berline sportive di lusso europee e quindi con una maggior enfasi rispetto ai precedenti prodotti, è stata sviluppata da Nobuaki Katayama nell'arco di quattro anni (1994-1998).

### Esterni
Questa prima generazione della IS si caratterizza per una linea elegante e sportiva allo stesso tempo, con il terzo volume poco pronunciato, che diventerà un "tratto somatico" del modello nel corso delle generazioni successive. Originali (all'epoca) i fanali posteriori trasparenti, soluzione che sarà copiata da molti altri produttori.

### Interni

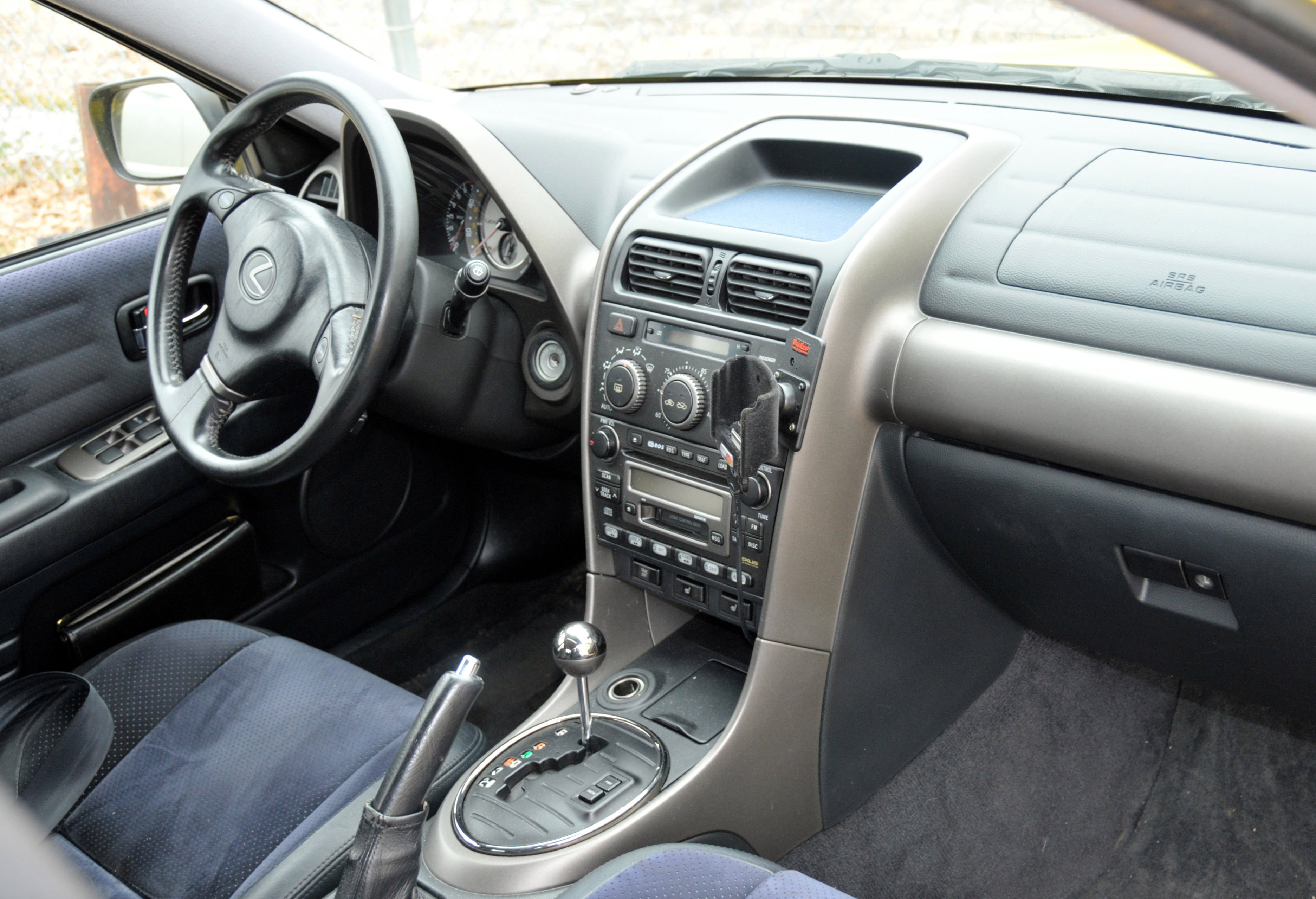
La plancia.

Gli interni presentano soluzioni stilistiche originali, non presenti su altri modelli Lexus, come il pomello del cambio in materiale metallico e il quadro strumenti con i quadranti sovrapposti. Tra le dotazioni si può menzionare il navigatore satellitare (introdotto nel 2000) e le memorie per le regolazioni elettriche dei sedili anteriori (introdotte con il restyling del 2003 insieme alla chiusura automatica "Auto-Away").
Sul fronte dello spazio l'abitacolo è stato criticato per la mancanza di centimetri per le gambe per i passeggeri posteriori, mancanza dovuta al tunnel della trasmissione ingombrante (la IS è a trazione posteriore).

### Sicurezza
L'auto è dotata di ABS e di quattro Airbag.
La vettura è stata sottoposta nel 2001 ai crash test dalla National Highway Traffic Safety Administration negli Stati Uniti ed è stata valutata con un punteggio di cinque stelle.

### Motorizzazioni
| Motore | Disponibilità | Codice Telaio | Motore                       | Cilindrata (Cm³) | Potenza         | Coppia max (Nm) | Accelerazione 0-100Km/h (s) | Velocità max (Km/h) | Consumo medio (Km/l) |
| ------ | ------------- | ------------- | ---------------------------- | ---------------- | --------------- | --------------- | --------------------------- | ------------------- | -------------------- |
| IS 200 | dal debutto   | GXE10         | 6 cilindri in linea, benzina | 1988             | 114 kW (155 CV) | 195             | 9,5                         | 215                 | 10,3                 |
| IS 300 | 2000-2003     | JCE10         | 6 cilindri in linea, benzina | 2997             | 157 kW (217 CV) | 295             | 8,2                         | 230                 | 9,2                  |

## Versioni

### AS200/RS200 (1998-1999)

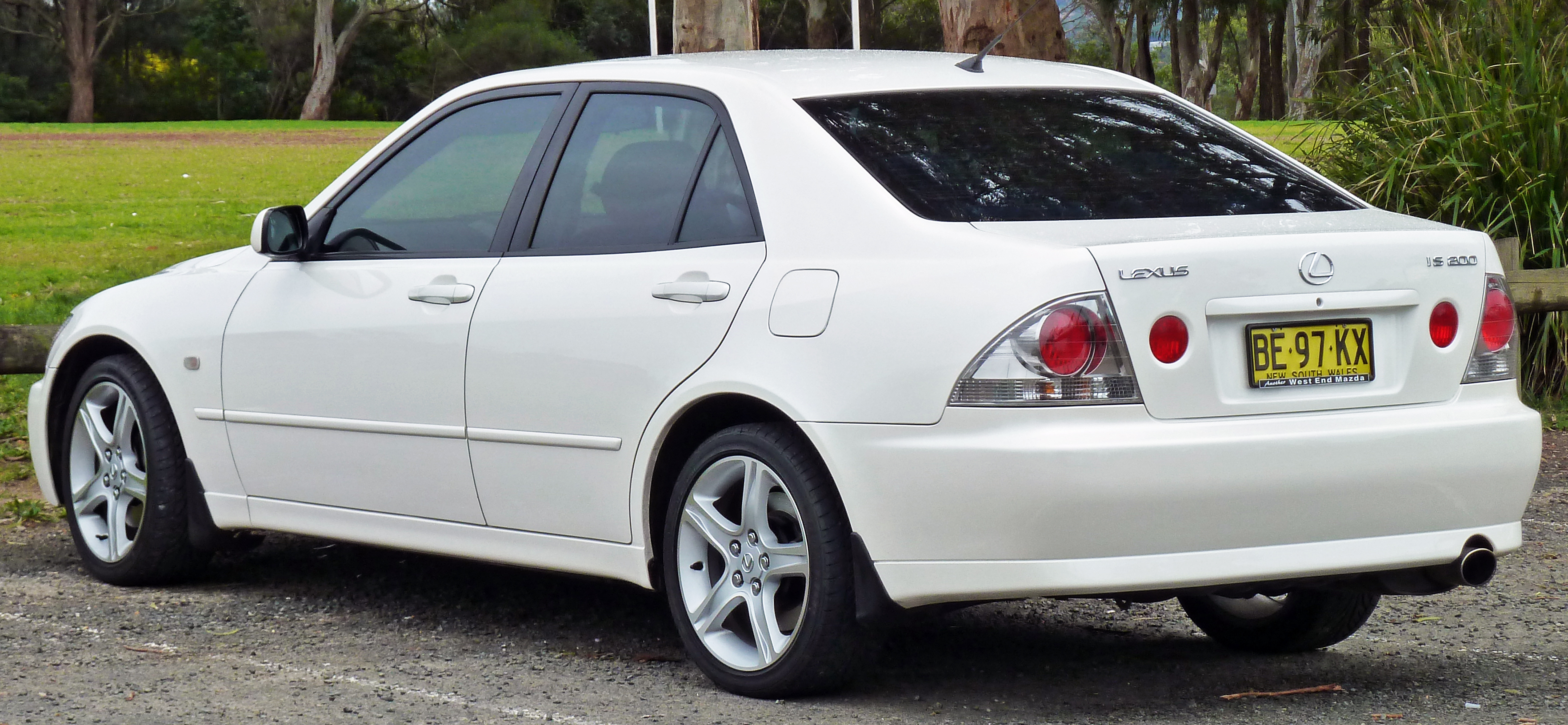
Vista posteriore di una RS200.

L'AS200 è introdotta nel 1998 in Giappone con il nome di Toyota Altezza (all'epoca le Lexus non erano offerte sul mercato interno), disponibile unicamente a trazione posteriore e con un 2.0L aspirato a benzina (1G-FE) in abbinamento ad un cambio manuale a sei velocità, oppure in alternativa (a pagamento), ad un cambio automatico a quattro rapporti con convertitore di coppia.
L'anno successivo debutta nel resto del mondo la Lexus IS (RS200), ordinabile esclusivamente nella versione IS200, ovvero con il 2.0L (3S-GE) facente parte della famiglia di motori Toyota S. Anche in questo caso la trasmissione può essere manuale a sei velocità, o automatica (cinque marce).

### AS300 (2000)

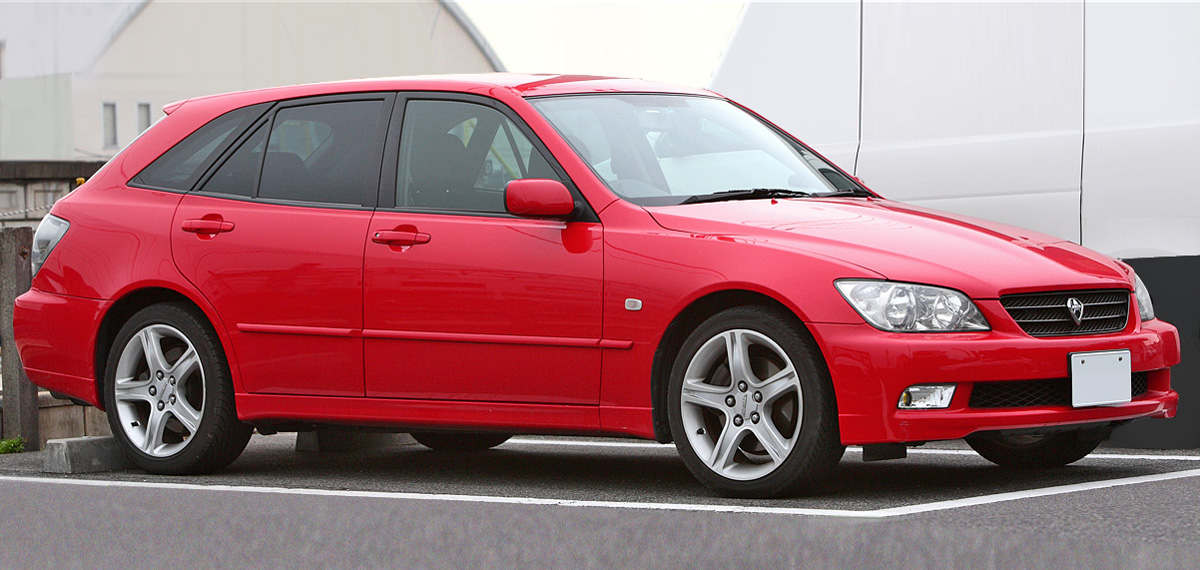
Vista anteriore di una Altezza Gita.

Nel 2000 viene introdotta una versione familiare sulla Altezza, denominata Gita, che viene resa disponibile con un motore inedito che verrà successivamente montato anche sulla versione berlina. Si tratta di un sei cilindri in linea 3.0L (2JZ-GE) accoppiato alle trasmissioni della berlina, con in più la disponibilità opzionale della trazione integrale, quest'ultima disponibile solo con cambio automatico.
Nel frattempo, debutta il "MY'01", che si caratterizza per l'introduzione del motore 3.0 (che nella gamma USA sostituisce il precedente due litri) con la trasmissione automatica a cinque marce, e per l'aggiunta alla lista degli optional del navigatore satellitare.

Sulla versione europea viene introdotto come accessorio ufficiale un compressore Eaton a 0,3 bar di pressione, che porta la potenza della IS 200 a 205 CV.

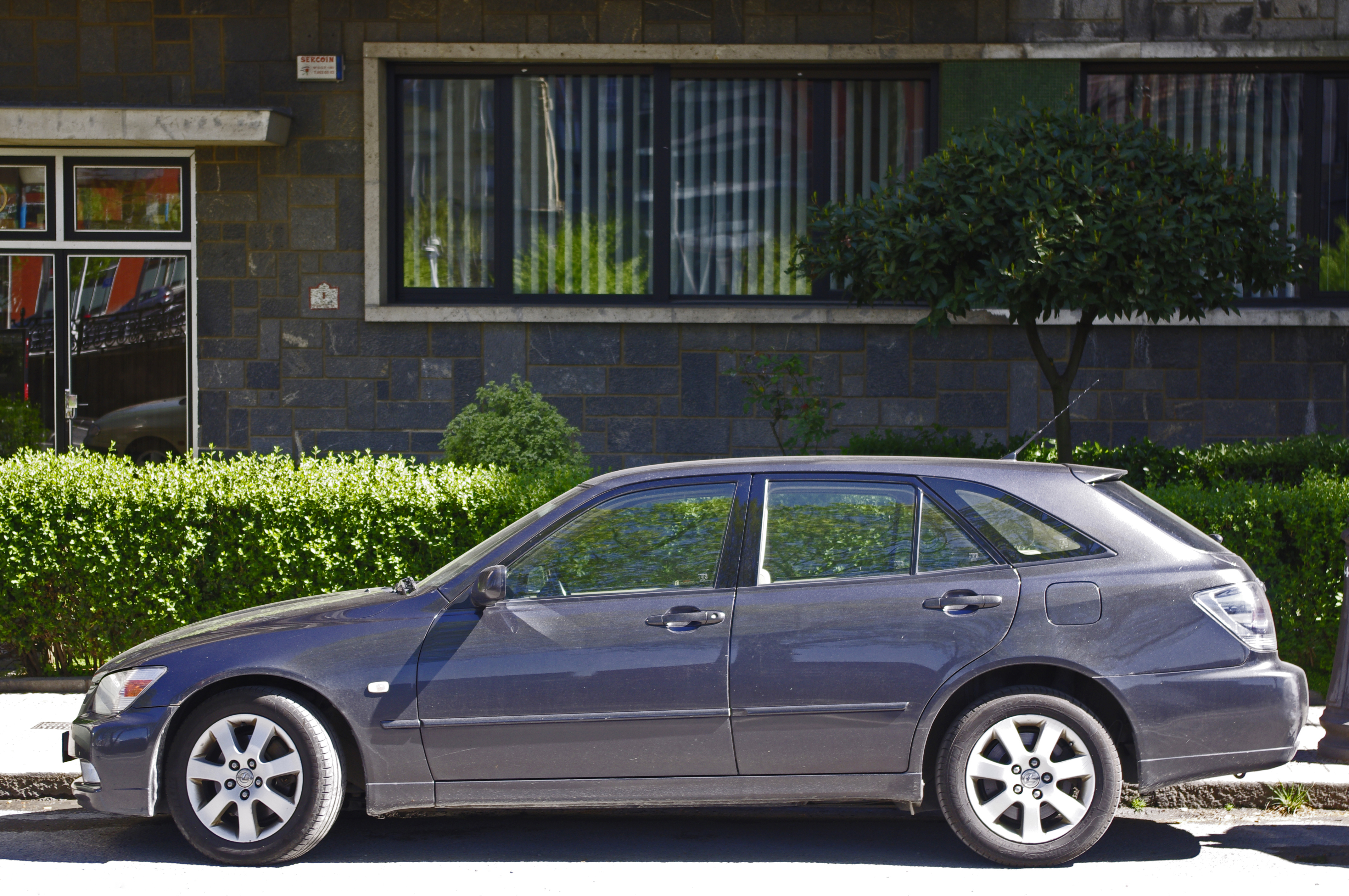
Fiancata di una Lexus IS SportCross.

### RS200 (2002)
Nel 2002 la Altezza Gita viene importata in Europa e in Nord America come IS200 SportCross, affiancando la berlina. La SportCross non presenta differenze rispetto alla Gita, tranne a livello meccanico, dove la prima (ed unica) station wagon a marchio Lexus adotta il 2.0L da 155 CV che equipaggia la berlina destinata al mercato del vecchio continente. Purtroppo quest'auto, nonostante le potenzialità, non riscuote il successo che forse avrebbe meritato. 

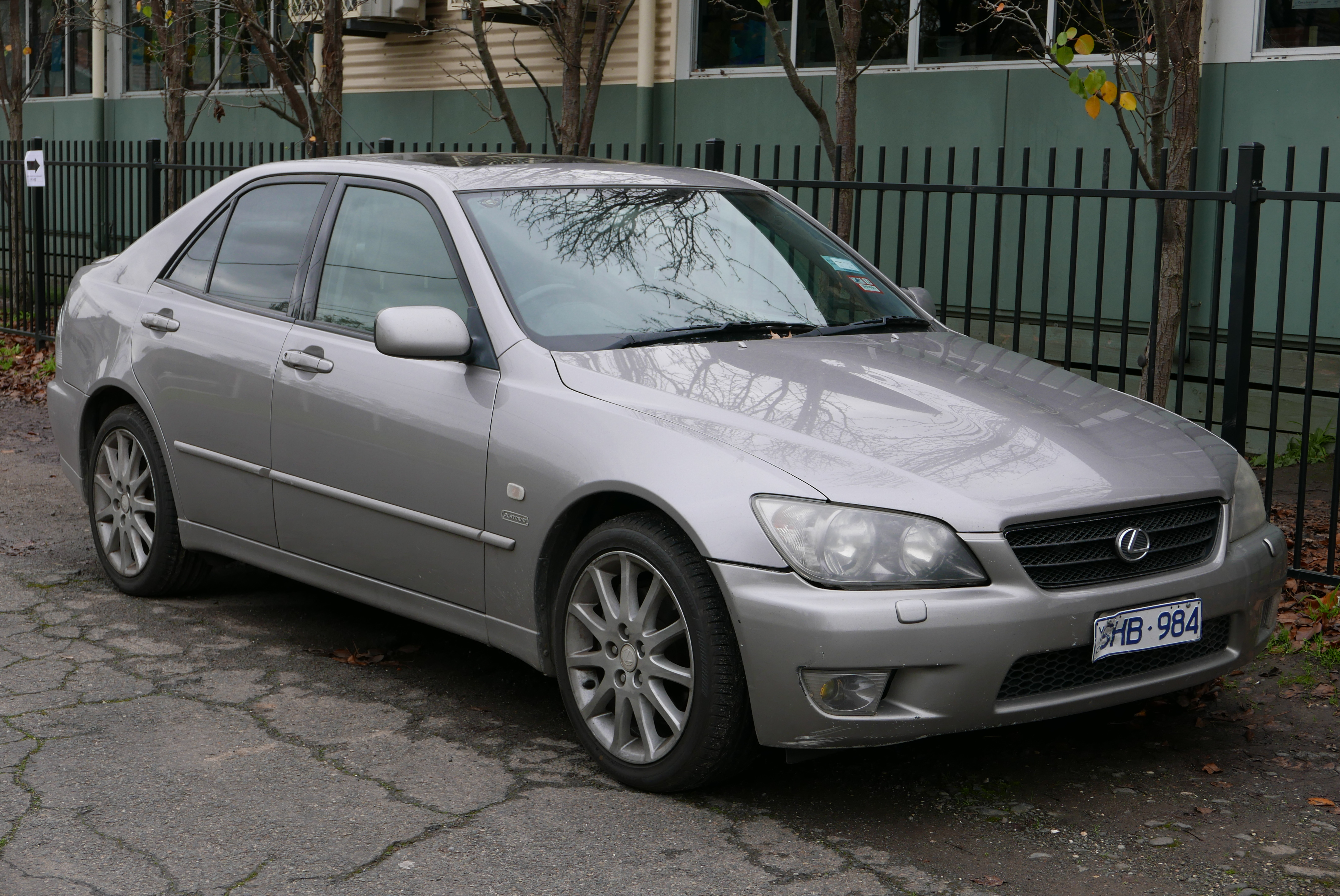
Il MY'03.

### AS200/RS200/RS300 (2003)
L'anno successivo vengono effettuati gli ultimi interventi sulla vettura prima dell'uscita di listino. Gli interventi sono di dettaglio e si limitano a nuovi cerchi in lega e a diverse parabole per i fanali. All'interno viene introdotto un nuovo portaoggetti per le versioni prive di navigatore, oltre a nuovi rivestimenti.
Le ultime XE10 lasceranno Kanegasaki nella prima metà del 2005.